# Volta Ciclista a Catalunya 2003
La Volta Ciclista a Catalunya 2003, ottantatreesima edizione della corsa, si svolse in sette tappe dal 16 al 22 giugno 2003, per un percorso totale di 887,9 km con partenza da Salou e arrivo a Barcellona. La vittoria fu appannaggio dello spagnolo José Antonio Pecharromán, che completò il percorso in 22h15'13", precedendo i connazionali Roberto Heras e Koldo Gil. 
I corridori che partirono da Salou furono 119, mentre coloro che tagliarono il traguardo di Barcellona furono 88.

## Tappe
| Tappa  | Data      | Percorso                                        | km    | Vincitore di tappa       | Leader cl. generale      |
| ------ | --------- | ----------------------------------------------- | ----- | ------------------------ | ------------------------ |
| 1ª     | 16 giugno | Salou > Vila-seca (cronosquadre)                | 22,9  | O.N.C.E.-Eroski          | Xavier Florencio         |
| 2ª     | 17 giugno | Móra d'Ebre > El Morell                         | 183,6 | Bram de Groot            | Ángel Vicioso            |
| 3ª     | 18 giugno | La Pobla de Mafumet > Cortals d'Encamp (AND)    | 216,6 | Aitor Kintana            | Roberto Heras            |
| 4ª     | 19 giugno | Andorra la Vella (AND) > Llívia                 | 157,4 | Jesús María Manzano      | Roberto Heras            |
| 5ª     | 20 giugno | Llívia > Manresa                                | 166,3 | Óscar Freire             | Roberto Heras            |
| 6ª     | 21 giugno | Molins de Rei > Vallvidrera (cron. individuale) | 13,1  | José Antonio Pecharromán | José Antonio Pecharromán |
| 7ª     | 22 giugno | Sant Joan Despí > Barcellona                    | 128   | Ángel Vicioso            | José Antonio Pecharromán |
| Totale | Totale    | Totale                                          | 887,9 |                          |                          |

## Squadre e corridori partecipanti
| N.    | Cod. | Squadra               |
| ----- | ---- | --------------------- |
| 1-8   | USP  | US Postal Service     |
| 11-18 | ONE  | O.N.C.E.-Eroski       |
| 21-28 | FAS  | Fassa Bortolo         |
| 31-38 | KEL  | Kelme-Costa Blanca    |
| 41-48 | TEL  | Team Telekom          |
| 51-58 | VIN  | Vini Caldirola-So.Di. |
| 61-68 | BAN  | iBanesto.com          |
| 71-78 | RAB  | Rabobank              |

| N.      | Cod. | Squadra                 |
| ------- | ---- | ----------------------- |
| 81-87   | COF  | Cofidis                 |
| 91-98   | EUS  | Euskaltel-Euskadi       |
| 101-107 | GST  | Team Gerolsteiner       |
| 111-118 | REL  | Relax-Fuenlabrada       |
| 121-128 | PCA  | Paternina-Costa Almeria |
| 131-138 | LAB  | Labarca 2-Cafe Baque    |
| 141-148 | LOK  | Lokomotiv               |

## Dettagli delle tappe

### 1ª tappa
- 16 giugno: Salou > Vila-seca – Cronometro a squadre – 22,9 km

Risultati
| Pos. | Squadra           | Tempo  |
| ---- | ----------------- | ------ |
| 1    | O.N.C.E.-Eroski   | 25'32" |
| 2    | US Postal Service | a 3"   |
| 3    | Rabobank          | a 13"  |

| Pos. | Corridore         | Squadra         | Tempo  |
| ---- | ----------------- | --------------- | ------ |
| 1    | Xavier Florencio  | O.N.C.E.-Eroski | 23'21" |
| 2    | Joaquim Rodríguez | O.N.C.E.-Eroski | s.t.   |
| 3    | Ángel Vicioso     | O.N.C.E.-Eroski | s.t.   |

### 2ª tappa
- 17 giugno: Móra d'Ebre > El Morell – 183,6 km

Risultati
| Pos. | Corridore       | Squadra         | Tempo    |
| ---- | --------------- | --------------- | -------- |
| 1    | Bram de Groot   | Rabobank        | 4h21'25" |
| 2    | Ángel Vicioso   | O.N.C.E.-Eroski | a 1"     |
| 3    | George Hincapie | US Postal       | s.t.     |

| Pos. | Corridore        | Squadra         | Tempo    |
| ---- | ---------------- | --------------- | -------- |
| 1    | Ángel Vicioso    | O.N.C.E.-Eroski | 4h46'52" |
| 2    | George Hincapie  | US Postal       | a 5"     |
| 3    | Xavier Florencio | O.N.C.E.-Eroski | a 6"     |

### 3ª tappa
- 18 giugno: La Pobla de Mafumet > Cortals d'Encamp (AND) – 216,6 km

Risultati
| Pos. | Corridore                | Squadra       | Tempo    |
| ---- | ------------------------ | ------------- | -------- |
| 1    | Aitor Kintana            | Café Baqué    | 5h50'48" |
| 2    | Michael Rasmussen        | Rabobank      | a 2'00"  |
| 3    | José Antonio Pecharromán | Costa Almeria | a 2'09"  |

| Pos. | Corridore                | Squadra       | Tempo     |
| ---- | ------------------------ | ------------- | --------- |
| 1    | Roberto Heras            | US Postal     | 10h40'31" |
| 2    | José Antonio Pecharromán | Costa Almeria | a 9"      |
| 3    | Santiago Blanco          | Relax-F.      | a 1'58"   |

### 4ª tappa
- 19 giugno: Andorra la Vella (AND) > Llívia – 157,4 km

Risultati
| Pos. | Corridore           | Squadra      | Tempo    |
| ---- | ------------------- | ------------ | -------- |
| 1    | Jesús María Manzano | Kelme        | 4h17'55" |
| 2    | René Haselbacher    | Gerolsteiner | a 12"    |
| 3    | Matthias Kessler    | Team Telekom | s.t.     |

| Pos. | Corridore                | Squadra       | Tempo     |
| ---- | ------------------------ | ------------- | --------- |
| 1    | Roberto Heras            | US Postal     | 14h58'38" |
| 2    | José Antonio Pecharromán | Costa Almeria | a 9"      |
| 3    | Santiago Blanco          | Relax-F.      | a 1'58"   |

### 5ª tappa
- 20 giugno: Llívia > Manresa – 166,3 km

Risultati
| Pos. | Corridore        | Squadra         | Tempo    |
| ---- | ---------------- | --------------- | -------- |
| 1    | Óscar Freire     | Rabobank        | 3h46'37" |
| 2    | Ángel Vicioso    | O.N.C.E.-Eroski | s.t.     |
| 3    | René Haselbacher | Gerolsteiner    | s.t.     |

| Pos. | Corridore                | Squadra       | Tempo     |
| ---- | ------------------------ | ------------- | --------- |
| 1    | Roberto Heras            | US Postal     | 18h45'15" |
| 2    | José Antonio Pecharromán | Costa Almeria | a 9"      |
| 3    | Santiago Blanco          | Relax-F.      | a 1'58"   |

### 6ª tappa
- 21 giugno: Molins de Rei > Vallvidrera (cron. individuale) – 13,1 km

Risultati
| Pos. | Corridore                | Squadra       | Tempo  |
| ---- | ------------------------ | ------------- | ------ |
| 1    | José Antonio Pecharromán | Costa Almeria | 21'49" |
| 2    | Roberto Heras            | US Postal     | a 52"  |
| 3    | Santiago Botero          | Team Telekom  | a 58"  |

| Pos. | Corridore                | Squadra         | Tempo     |
| ---- | ------------------------ | --------------- | --------- |
| 1    | José Antonio Pecharromán | Costa Almeria   | 19h07'13" |
| 2    | Roberto Heras            | US Postal       | a 43"     |
| 3    | Koldo Gil                | O.N.C.E.-Eroski | a 3'46"   |

### 7ª tappa
- 22 giugno: Sant Joan Despí > Barcellona – 128 km

Risultati
| Pos. | Corridore        | Squadra         | Tempo    |
| ---- | ---------------- | --------------- | -------- |
| 1    | Ángel Vicioso    | O.N.C.E.-Eroski | 3h08'00" |
| 2    | George Hincapie  | US Postal       | s.t.     |
| 3    | Matthias Kessler | Team Telekom    | s.t.     |

| Pos. | Corridore                | Squadra                 | Tempo     |
| ---- | ------------------------ | ----------------------- | --------- |
| 1    | José Antonio Pecharromán | Paternina-Costa Almeria | 22h15'13" |
| 2    | Roberto Heras            | US Postal               | a 43"     |
| 3    | Koldo Gil                | O.N.C.E.-Eroski         | a 3'46"   |

## Classifiche finali

### Classifica generale
| Pos. | Corridore                | Squadra                 | Tempo     |
| ---- | ------------------------ | ----------------------- | --------- |
| 1    | José Antonio Pecharromán | Paternina-Costa Almeria | 22h15'13" |
| 2    | Roberto Heras            | US Postal               | a 43"     |
| 3    | Koldo Gil                | O.N.C.E.-Eroski         | a 3'46"   |
| 4    | Rafael Casero            | Paternina-Costa Almeria | a 4'02"   |
| 5    | Ivan Basso               | Fassa Bortolo           | a 4'29"   |
| 6    | Benjamín Noval           | Relax-Fuenlabrada       | a 4'36"   |
| 7    | Guido Trentin            | Cofidis                 | a 4'39"   |
| 8    | Santiago Blanco          | Relax-Fuenlabrada       | a 5'28"   |
| 9    | Daniel Atienza           | Cofidis                 | a 5'45"   |
| 10   | Evgenij Petrov           | iBanesto.com            | a 5'55"   |

### Classifica a punti
| Pos. | Corridore                | Squadra                 | Punti |
| ---- | ------------------------ | ----------------------- | ----- |
| 1    | Ángel Vicioso            | O.N.C.E.-Eroski         | 79    |
| 2    | George Hincapie          | US Postal               | 54    |
| 3    | José Antonio Pecharromán | Paternina-Costa Almeria | 50    |

### Classifica scalatori
| Pos. | Corridore           | Squadra              | Punti |
| ---- | ------------------- | -------------------- | ----- |
| 1    | Michael Rasmussen   | Rabobank             | 83    |
| 2    | Aitor Kintana       | Labarca 2-Café Baqué | 75    |
| 3    | Jesús María Manzano | Kelme-Costa Blanca   | 52    |

### Classifica sprint
| Pos. | Corridore         | Squadra              | Punti |
| ---- | ----------------- | -------------------- | ----- |
| 1    | Josep Jufré       | Relax-Fuenlabrada    | 10    |
| 2    | Alberto Hierro    | Labarca 2-Café Baqué | 8     |
| 3    | Joaquim Rodríguez | O.N.C.E.-Eroski      | 8     |

### Classifica squadre
| Pos. | Squadra                 | Tempo     |
| ---- | ----------------------- | --------- |
| 1    | Paternina-Costa Almeria | 66h55'56" |
| 2    | iBanesto.com            | a 5'07"   |
| 3    | Relax-Fuenlabrada       | a 5'22"   |